# Civilna iniciativa za družino in pravice otrok
Civilna iniciativa za družino in pravice otrok je civilna iniciativa, organizirana v letu 2011 kot odziv na Družinski zakonik. Iniciativa je zbrala dovolj podpisov za razpis referenduma, na katerem je bil Družinski zakonik ovržen. Voditelj Civilne iniciative je Aleš Primc. Civilna iniciativa večinoma zavzema stališča krščanske desnice.